# 29 Amphitrite
A 29 Amphitrite az S típusú kisbolygók körébe tartozik a színképe alapján. Albert Marth fedezte föl 1854. március 1-jén.

## Pályája, kísérője
A 29 Amphitrite pályája az egyik legkörszerűbb kisbolygópálya (e=0.073). Keringési ideje 4.08 év. A pálya félnagytengelye 2.554 CsE. Az egyik legnagyobb méretű ilyen anyagú kisbolygó és csak néhány nagyobb méretű S típusú kisbolygót ismerünk: 15 Eunomia, 3 Juno, 7 Iris és 532 Herculina. 1979-ben kísérő holdacskát fedeztek föl mellette.

## Külső hivatkozások
- Orbital simulation from JPL (Java) /
- A kísérőről.
- A 29 Amphitrite kisbolygó adatai a JPL adatbázisában.